# Норт-Омак (Вашингтон)
Норт-Омак (англ. North Omak) — переписна місцевість (CDP) в США, в окрузі Оканоган штату Вашингтон. Населення — 651 особа (2020).

## Географія
Норт-Омак розташований за координатами 48°26′38″ пн. ш. 119°26′45″ зх. д. / 48.44389° пн. ш. 119.44583° зх. д. (48.443955, -119.445839).  За даними Бюро перепису населення США в 2010 році переписна місцевість мала площу 29,00 км², уся площа — суходіл.

## Демографія
Згідно з переписом 2010 року, у переписній місцевості мешкало 688 осіб у 202 домогосподарствах у складі 159 родин. Густота населення становила 24 особи/км².  Було 213 помешкання (7/км²).
Расовий склад населення:
| - 74,6 % — корінних американців - 12,5 % — білих - 0,6 % — чорних або афроамериканців - 0,3 % — азіатів - 9,9 % — осіб інших рас |

До двох чи більше рас належало 2,2 %. Частка іспаномовних становила 18,9 % від усіх жителів.
За віковим діапазоном населення розподілялося таким чином: 35,9 % — особи молодші 18 років, 57,3 % — особи у віці 18—64 років, 6,8 % — особи у віці 65 років та старші. Медіана віку мешканця становила 26,6 року. На 100 осіб жіночої статі у переписній місцевості припадало 88,0 чоловіків;  на 100 жінок у віці від 18 років та старших — 83,0 чоловіків також старших 18 років.
Середній дохід на одне домашнє господарство  становив 56 393 долари США (медіана — 45 492), а середній дохід на одну сім'ю — 62 023 долари (медіана — 47 008). За межею бідності перебувало 12,0 % осіб, у тому числі 8,3 % дітей у віці до 18 років та 54,5 % осіб у віці 65 років та старших.
Цивільне працевлаштоване населення становило 284 особи. Основні галузі зайнятості: освіта, охорона здоров'я та соціальна допомога — 36,6 %, публічна адміністрація — 15,1 %, будівництво — 12,0 %, сільське господарство, лісництво, риболовля — 9,9 %.